# مجله بین‌المللی فیلم
مجله بین‌المللی فیلم (انگلیسی: Film Journal International)، مجلهٔ حرفه‌ای و تخصصی در حیطه صنعت فیلم است که از سال ۱۹۳۴ به زبان انگلیسی در آمریکا توسط کمپانی Prometheus Global Media ماهیانه منتشر می‌شود. دفتر این نشریه از سال ۲۰۰۸ در شماره ۷۷۰ خیابان برادوی، نیویورک، ایالت نیویورک مستقر شده است.